# JFLAP
JFLAP è un software freeware per lo studio dell'informatica teorica, in particolare gli automi a stati finiti e i linguaggi formali. Il codice sorgente, scritto in Java, è disponibile sotto certe condizioni.
Originariamente sviluppato da Susan H. Rodger negli anni 1990 in C/C++ per X Window con il nome di FLAP (Formal Languages and Automata Package), tale strumento includeva alcune funzionalità di JFLAP relative allo studio delle macchine a stati finiti, degli automi a pila e delle macchine di Turing.
Dal 1994 gli studenti della Duke University hanno provveduto ad ampliare e convertire il software in Java. JFLAP permette la conversione da automa a stati finiti non deterministico in automa a stati finiti deterministico, in grammatica formale o in espressione regolare, la creazione di automi a pila a partire da grammatiche context-free e lo studio dei parser LR e SLR.